# Артоболевська Ганна Данилівна
Га́нна Дани́лівна Артоболе́вська (до шлюбу Карпе́ка; 17 жовтня (4 жовтня) 1905, Київ — 2 травня 1988, Москва) — українська піаністка, музичний педагог. Заслужена вчителька РРФСР (1966).

## Життєпис
Ганна Карпека народилась 1905 року в Києві в родині власника цукрових заводів у Чернігівській і Київській губерніях Данила Олександровича Карпеки (1856—1914). Мешкала з батьками на вул. Володимирській в будинку, де нині розташований ректорат Київського університету імені Т. Г. Шевченка.
Навчалась в Київській музичній школі. В 13 років вступила до Київської консерваторії (клас Володимира Пухальського), яку закінчила 1924 року.
1921 року познайомилась з отцем Анатолієм Жураковським (1898—1937), священиком-новомучеником, сповідником віри, богословом, духовним письменником, який став її духовним наставником.
1930 — закінчила Ленінградську консерваторію (клас Марії Юдіної).
Свою майстерність удосконалювала в «Майстершуле» (Берлін).
Працювала викладачкою музичної школи в Ленінграді, як піаністка виступала з сольними концертами, а також брала участь в концертах свого чоловіка — письменника Георгія Володимировича Артоболевського (1898—1943). Разом з чоловіком виступала в бригаді з художнього обслуговування військ під час Другої світової війни. Після загибелі чоловіка 1943 року завершила концертну діяльність і присвятила себе педагогіці.
1943—1953 — викладає в Московській консерваторії і Музичній школі ім. Гнесіних.
З 1944 — викладає в Центральній музичній школі при Московській консерваторії.
Створила власну фортепіанну школу. Серед її учнів — О. Любимов, О. Насєдкін, В. Овчинников, С. Слонімський, Л. Тимофєєва, Р. Тамаркіна, В. Руденко, Є. Корольов.
Авторка праць з питань дитячого музичного виховання і навчально-методичних посібників.
2005 у Москві було проведено присвячений їй фестиваль фортепіанного мистецтва.

## Родинні зв'язки
Батько — цукрозаводчик і землевласник Карпека Данило Олександрович. Мати — Євгенія Луківна Карпека (до шлюбу Ярмуш).
Її старший брат Олександр Данилович Карпека (1894—1918) був одним із перших українських авіаконструкторів та льотчиків, на подвір'ї садиби батьків споруджував літаки власної конструкції. Мала сестру Ольгу Данилівну Карпеко-Глеваську (1892—1977). Пам'яті Анни і Ольги історик Сергій Білокінь присвятив свою розвідку про українську аристократію.
Була невісткою вченого-зоолога Володимира Артоболевського.
Донька Анни Артоболевської — Наталія Георгіївна Артоболевська (1928—2009). Онук — Георгій Володимирович Артоболевський.